# محمد مردوخ کردستانی
محمّد مردوخ کردستانی (۱۲۵۶، سنندج – ۱۳۵۴) امام جمعه و مفتی اعظم اهل سنت کردستان ایران در عهد قاجار و پهلوی بود. او فرزند شیخ عبدالمؤمن مردوخ بود.
او شاهد و شرکت‌کننده بسیاری از حوادث تاریخی و رویدادهای اجتماعی و سیاسی دو قرن اخیر کردستان ایران بوده است.

## زندگی
محمد مردوخ در ۱۲۹۷ ه‍.ق (۱۲۵۶ خورشیدی) در روستای کاشتر حوالی کامیاران زاده شد. پدرش سِمَت امامت جمعهٔ سنندج را بر عهده داشت. در ۱۲ سالگی که پدرش درگذشت محمد عهده‌دار امامت جمعه سنندج شد. آشنایی مردوخ با زبان‌های عربی و انگلیسی موجب شد تا وی بتواند با تحولات فرهنگی و اقتصادی آن سده آشنا شود. در سن ۳۰ سالگی مردوخ ماشین چاپی به سنندج وارد کرد و روزنامه اتحاد را منتشر کرد. محمد مردوخ در حوادث مشروطه کردستان و سال‌های پس از آن نقش داشت. از نظر انتشار و ترجمه کتاب نیز آثار زیادی منتشر کرد. مجموع آثار منتشرشده و ناشدهٔ او را حدود ۱۱۵ جلد کتاب برشمرده‌اند. محمد مردوخ در سال ۱۳۵۴ خورشیدی و در سن ۹۸ سالگی از دنیا رفت و در روستای نوره از توابع شهرستان سنندج به خاک سپرده شد.
شیخ محمد مردوخ حدود شصت کتاب و رساله چاپ کرده است. مهم‌ترین و معروفترین کتاب وی تاریخ مردوخ می‌باشد که مرجع تاریخی مهمی در تاریخ نوین کردها و کردستان است. همچنین فرهنگ لغت سه زبانه فارسی کردی عربی در ۲ جلد قطور ازجمله آثار اوست.

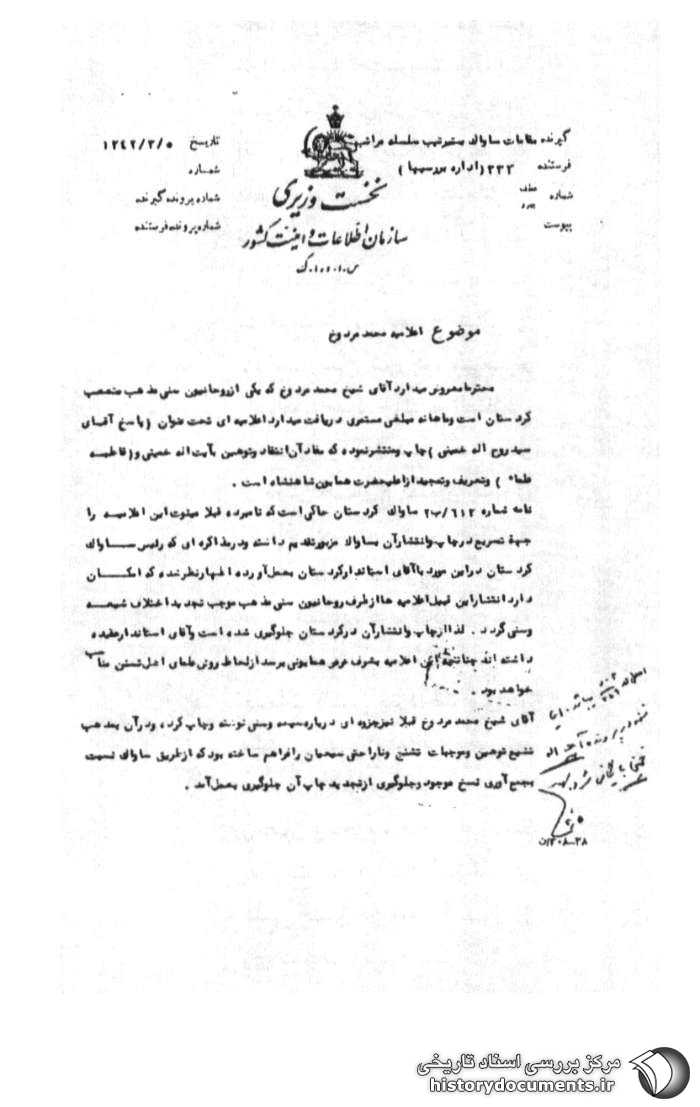

سندهایی از همکاری وی با سازمان اطلاعات و امنیت ایران (ساواک) در دست است در یکی از این اسناد عنوان شده است: «آقای شیخ محمد مردوخ یکی از روحانیون سنی مذهب متعصب کردستان است و ماهانه مبلغی مستمری دریافت می‌دارد…» او پس از فعالیت سید روح‌الله خمینی در سال ۱۳۴۲ به شدت علیه او اقدام به فعالیت و نشر اعلامیه و نوشته نمود؛ در همین سند مورد اشاره می‌نویسد: «اعلامیه‌ای تحت عنوان (پاسخ آقای سید روح اله خمینی) چاپ و منتشر نموده که مفاد آن انتقاد و توهین به خمینی و (قاطبه علماء) و تعریف و تمجید از محمدرضا شاه پهلوی است.
نامه شمارهٔ ۶۱۳/ب۲ ساواک کردستان حاکی است که نامبرده قبلاً مینوت این اعلامیه را جهت تسریع در چاپ و انتشار آن به ساواک تقدیم داشته و در مذاکره‌ای که رئیس ساواک کردستان در این مورد با استاندار کردستان به عمل آورده اظهار نظر شده که امکان دارد انتشار این قبیل اعلامیه‌ها از طرف روحانیون سنی مذهب موجب تجدید اختلاف شیعه و سنی گردد؛ لذا از چاپ و انتشار آن در کردستان جلوگیری شده است و آقای استاندار عقیده داشته‌اند چنانچه این اعلامیه به شرف عرض همایونی برسد از لحاظ روش علمای اهل تسنن مناسب خواهد بود.»
همچنین آقای شیخ محمد مردوخ نسبت به مذهب شیعه افتراها و توهین‌هایی نموده است که در ادامه سند مذکور دربارهٔ آن توضیح داده است:
«آقای شیخ محمد مردوخ قبلاً نیز جزوه‌ای دربارهٔ شیعه و سنی نوشته و چاپ کرده و در آن به مذهب تشیع توهین و موجبات تشنج و ناراحتی شیعیان را فراهم ساخته بود که از طریق ساواک نسبت به جمع‌آوری نسخ موجود و جلوگیری از تجدید چاپ آن جلوگیری بعمل آمد.»